# 온센촌 (가나가와현)
온센촌(일본어: 温泉村)은 일본 가나가와현의 서부 아시가라시모군에 속했던 촌이다.

## 지리
가나가와현의 서쪽에 위치하며, 북쪽으로 하야카와강이 위치한다

## 역사
- 1889년 4월 1일 - 정촌제 시행에 의해 아시가라시모군 2촌의 구역을 가지고 온센촌이 성립하였다.
- 1910년9월 30일 - 현재의 국도 1호(하코네유모토 방면 - 미야노시타 교차로) 및 국도 138호(미야노시타 교차로 - 센고쿠하라 방면)의 도로가 국도 58호(도쿄 요리시즈오카현 니다쓰루별 노선)로 지정되었다.
- 1953년 5월 18일 - 구 국도 특2호 노선에 2급 국도 138호 후지요시다 오다 오다와라선(훗날 국도 138호)이 설치되어 마을 내에 종점이 설치되었다.
- 1956년 9월 30일 - 하코네정, 미야기노촌, 센고쿠하라촌과 신설합병해, 새로운 하코네정이 성립하여, 동일 온센촌은 폐지되었다.

## 교통

### 철도
- 하코네 등산 철도

### 도로
- 1급 국도 국도 1호선
- 2급 국도 138호 후지요시다 오다 오다와라선 - 국도 138호선

## 참고 문헌
- 角川日本地名大辞典編纂委員会,『角川日本地名大辞典 神奈川県』1984, 角川書店